# Ліга Баїяно
Ліга Баїяно — чемпіонат штату Баїя з футболу, в якому беруть участь всі найсильніші клуби штату.

## Історія
Ліга Баїяно проводиться під егідою ФБФ — Федерації Футболу Баїяно (порт.-браз. Federação Bahiana de Futebol), заснованої 1913 року. Згідно з рейтингом КБФ, Ліга Баїяно займає 7-е місце за силою у Бразилії.[джерело?]
Чемпіонат штату Баїя був заснований 15 листопада 1904 року. Це один з найстаріших чемпіонатів штату у всій Бразилії (старше тільки Ліга Пауліста). Засновниками Ліги стали Клуб «Сан-Паулу», Клуб «Інтернасьйонал де Крикет», Спорт Клуб «Вікторія» (нині — «Віторія») і Спорт Клуб «Баїяно».
За більш ніж сторічну історію першостей в штаті виділилися два явних клубу-лідера — «Баїя» і «Віторія». При цьому «Баїя» була співзасновником Клубу Тринадцяти — організації найпопулярніших команд Бразилії, виграла перший загальнобразильський турнір — Кубок Бразилії 1959 року, а також ставала чемпіоном Бразилії.
З 2010 року чемпіонат штату проходить за багатоступеневою системою. На першій стадії 12 клубів розбиті на дві групи, в яких проводяться двухколові турніри. По чотири кращі клуби з кожної групи виходять у другу стадію. Найгірші чотири команди грають у «турнірі смерті» за два місця в вищому дивізіоні на наступний рік. Вісім же найкращих знову розбиваються на дві групи (які тепер називаються група 3 і група 4), по чотири команди. Знову грається двухкруговой турнір і по два кращих виходять в півфінал чемпіонату. Перші команди груп грають з другими. Переможці півфіналів розігрують титул чемпіона штату. На обох стадіях плей-оф команди проводять по два матчі — вдома і в гостях.

## Чемпіони
- 1905 Інтернасьйонал де Крікет
- 1906 Клуб Сан-Салвадор
- 1907 Клуб Сан-Салвадор
- 1908 Віторія Салвадор
- 1909 Віторія Салвадор
- 1910 Сантос-Дюмон
- 1911 Спорт Клуб Баїя
- 1912 Атлетико ФК
- 1913 Флуміненсе (Салвадор)
- 1914 Інтернасьйонал (Салвадор)
- 1915 Флуміненсе (Салвадор)
- 1916 Спорт Клуб Республіка
- 1917 Іпіранга
- 1918 Іпіранга
- 1919 Ботафого (Салвадор)
- 1920 Іпіранга
- 1921 Іпіранга
- 1922 Ботафого (Салвадор)
- 1923 Ботафого (Салвадор)
- 1924 Атлетична Асоціація Баїї
- 1925 Іпіранга
- 1926 Ботафого (Салвадор)
- 1927 Тенісний Клуб Баїяно
- 1928 Іпіранга
- 1929 Іпіранга
- 1930 Ботафого (Салвадор)
- 1931 Баїя Салвадор
- 1932 Іпіранга
- 1933 Баїя Салвадор
- 1934 Баїя Салвадор
- 1935 Ботафого (Салвадор)
- 1936 Баїя Салвадор
- 1937 Галісія (Салвадор)
- 1938 (1) Ботафого (Салвадор)
- 1938 (2) Баїя Салвадор
- 1939 Іпіранга
- 1940 Баїя Салвадор
- 1941 Галісія (Салвадор)
- 1942 Галісія (Салвадор)
- 1943 Галісія (Салвадор)
- 1944 Баїя Салвадор
- 1945 Баїя Салвадор
- 1946 Гуарані (Салвадор)
- 1947 Баїя Салвадор
- 1948 Баїя Салвадор
- 1949 Баїя Салвадор
- 1950 Баїя Салвадор
- 1951 Іпіранга
- 1952 Баїя Салвадор
- 1953 Віторія Салвадор
- 1954 Баїя Салвадор
- 1955 Віторія Салвадор
- 1956 Баїя Салвадор
- 1957 Віторія Салвадор
- 1958 Баїя Салвадор
- 1959 Баїя Салвадор
- 1960 Баїя Салвадор
- 1961 Баїя Салвадор
- 1962 Баїя Салвадор
- 1963 Флуміненсе ді Фейра
- 1964 Віторія Салвадор
- 1965 Віторія Салвадор
- 1966 Леоніко
- 1967 Баїя Салвадор
- 1968 Галісія (Салвадор)
- 1969 Флуміненсе ди Фейра
- 1970 Баїя Салвадор
- 1971 Баїя Салвадор
- 1972 Віторія Салвадор
- 1973 Баїя Салвадор
- 1974 Баїя Салвадор
- 1975 Баїя Салвадор
- 1976 Баїя Салвадор
- 1977 Баїя Салвадор
- 1978 Баїя Салвадор
- 1979 Баїя Салвадор
- 1980 Віторія Салвадор
- 1981 Баїя Салвадор
- 1982 Баїя Салвадор
- 1983 Баїя Салвадор
- 1984 Баїя Салвадор
- 1985 Віторія Салвадор
- 1986 Баїя Салвадор
- 1987 Баїя Салвадор
- 1988 Баїя Салвадор
- 1989 Віторія Салвадор
- 1990 Віторія Салвадор
- 1991 Баїя Салвадор
- 1992 Віторія Салвадор
- 1993 Баїя Салвадор
- 1994 Баїя Салвадор
- 1995 Віторія Салвадор
- 1996 Віторія Салвадор
- 1997 Віторія Салвадор
- 1998 Баїя Салвадор
- 1999 Баїя Салвадор та  
Віторія Салвадор
- 2000 Віторія Салвадор
- 2001 Баїя Салвадор
- 2002 (Чемпіонат Федерації) Палмейрас Нордесте
- 2002 (Суперчемпіонат) Віторія Салвадор
- 2003 Віторія Салвадор
- 2004 Віторія Салвадор
- 2005 Віторія Салвадор
- 2006 Коло-Коло (Ільєус)
- 2007 Віторія Салвадор
- 2008 Віторія Салвадор
- 2009 Віторія Салвадор
- 2010 Віторія Салвадор
- 2011 Баїя ді Фейра
- 2012 Баїя Салвадор
- 2013 Віторія Салвадор
- 2014 Баїя Салвадор
- 2015 Баїя Салвадор
- 2016 Віторія Салвадор

## Досягнення клубів
1. Баїя (Салвадор) — 46 (21)
2. Віторія (Салвадор) — 28 (26)
3. Іпіранга (Салвадор) — 10 (11)
4. Ботафого (Салвадор) — 7 (8)
5. Галісія (Салвадор) — 5 (12)
6. Флуміненсе ді Фейра (Фейра-ді-Сантана) — 2 (6)
7. Флуміненсе (Салвадор) — 2 (6)
8. Клуб Сан-Салвадор (Салвадор) — 2 (1)
9. Атлетична Асоціація Баїї (Салвадор) — 1 (4)
10. Леоніко (Салвадор) — 1 (2)
11. Сантос-Дюмон (Салвадор) — 1 (2)
12. Тенісний Клуб Баїяно (Салвадор) — 1 (1)
13. Інтернасьйонал (Салвадор) — 1 (1)
14. Баїя ді Фейра (Фейра-ді-Сантана) — 1 (0)
15. Коло-Коло (Ільєус) — 1 (0)
16. Фейренсі (Фейра-ді-Сантана) — 1 (0)
17. Гуарані (Салвадор) — 1 (0)
18. Спорт Клуб Республіка (Салвадор) — 1 (0)
19. Атлетіко ФК (Салвадор) — 1 (0)
20. Спорт Клуб Баїя (Салвадор) — 1 (0)
21. Інтернасьйонал де Крікет (Салвадор) — 1 (0)